# Prionus insularis
Prionus insularis es una especie de escarabajo longicornio del género Prionus, tribu Prionini. Fue descrita científicamente por Motschulsky en 1857.
Se distribuye por China, Japón, Mongolia, Corea y Rusia. Mide 20-48 milímetros de longitud. El período de vuelo ocurre en los meses de junio, julio y agosto.